# 62. vestlige længdekreds
Den 62. vestlige længdekreds (eller 62 grader vestlig længde) er en længdekreds, der ligger 62 grader vest for nulmeridianen. Den løber gennem Ishavet, Nordamerika, Atlanterhavet, Caribien, Sydamerika, det Sydlige Ishav og Antarktis.